# 甲酸丙酯
甲酸丙酯是一种甲酸酯，化學式為{\displaystyle C_{4}H_{8}O_{2}}，示性式為{\displaystyle HCOOC_{3}H_{7}}。

## 制备
由甲酸与丙醇进行酯化反應而成。

## 性质
甲酸丙酯可被水皂化。它的水解可被酸或碱催化。在360–400 °C下，甲酸丙酯分解成丙烯和甲酸。

## 危险性
甲酸丙酯在2.1至7.8 % 的浓度下会爆炸。它的燃点是 −3 °C，自燃点是 360 °C。